# 艾伦·格林
艾伦·格林（英語：Alan Greene，1911年8月29日—2001年3月12日），生于科罗拉多州丹佛，美国前男子跳水运动员。他曾代表美国参加1936年夏季奥林匹克运动会跳水比赛，获得男子跳板铜牌。